# Liste der Sieger bei PDC-Turnieren 2018
Die Liste der Sieger bei PDC-Turnieren 2018 listet zuerst alle Sieger bei den Major-Turnieren der Professional Darts Corporation auf. Im Weiteren werden die weiteren Turniersieger aufgelistet und Statistiken aufgezeigt.
←2017 2019→

## Turniersieger

### Major-Turniere
| Turnier                     | Sieger                                     | Finalist                     | Ergebnis | Format  |
| --------------------------- | ------------------------------------------ | ---------------------------- | -------- | ------- |
| Weltmeisterschaft           | Rob Cross                                  | Phil Taylor                  | 7:2      | Sätze   |
| The Masters                 | Michael van Gerwen                         | Raymond van Barneveld        | 11:9     | Legs    |
| UK Open                     | Gary Anderson                              | Corey Cadby                  | 11:7     | Legs    |
| Premier League              | Michael van Gerwen                         | Michael Smith                | 11:4     | Legs    |
| World Cup                   | Michael van Gerwen & Raymond van Barneveld | Peter Wright & Gary Anderson | 3:1      | Matches |
| World Matchplay             | Gary Anderson                              | Mensur Suljović              | 21:19    | Legs    |
| Champions League            | Gary Anderson                              | Peter Wright                 | 11:4     | Legs    |
| World Grand Prix            | Michael van Gerwen                         | Peter Wright                 | 5:2      | Sätze   |
| World Series Finals         | James Wade                                 | Michael Smith                | 11:10    | Legs    |
| European Championship       | James Wade                                 | Simon Whitlock               | 11:8     | Legs    |
| Grand Slam                  | Gerwyn Price                               | Gary Anderson                | 16:13    | Legs    |
| Players Championship Finals | Daryl Gurney                               | Michael van Gerwen           | 11:9     | Legs    |

### World Series
Alle Ergebnisse wurden im Legmodus ausgespielt.
| Turnier           | Sieger             | Finalist              | Ergebnis |
| ----------------- | ------------------ | --------------------- | -------- |
| US Masters        | Gary Anderson      | Michael Smith         | 8:4      |
| Shanghai Masters  | Michael Smith      | Rob Cross             | 8:2      |
| German Masters    | Mensur Suljović    | Dimitri Van den Bergh | 8:2      |
| Auckland Masters  | Michael van Gerwen | Raymond van Barneveld | 11:4     |
| Melbourne Masters | Peter Wright       | Michael Smith         | 11:8     |
| Brisbane Masters  | Rob Cross          | Michael van Gerwen    | 11:6     |

### European Tour
Alle Ergebnisse wurden im Legmodus ausgespielt.
| Turnier             | Sieger             | Finalist         | Ergebnis |
| ------------------- | ------------------ | ---------------- | -------- |
| European Open       | Michael van Gerwen | Peter Wright     | 8:7      |
| German Grand Prix   | Michael van Gerwen | Peter Wright     | 8:5      |
| German Open         | Max Hopp           | Michael Smith    | 8:7      |
| Austrian Open       | Jonny Clayton      | Gerwyn Price     | 8:5      |
| European Grand Prix | Michael van Gerwen | James Wade       | 8:3      |
| Dutch Masters       | Michael van Gerwen | Steve Lennon     | 8:5      |
| Gibraltar Trophy    | Michael van Gerwen | Adrian Lewis     | 8:3      |
| Danish Open         | Mensur Suljović    | Simon Whitlock   | 8:3      |
| European Matchplay  | Michael van Gerwen | William O’Connor | 8:2      |
| German Championship | Michael van Gerwen | James Wilson     | 8:6      |
| Dutch Championship  | Ian White          | Ricky Evans      | 8:5      |
| International Open  | Gerwyn Price       | Simon Whitlock   | 8:3      |
| European Trophy     | Michael van Gerwen | James Wade       | 8:3      |

### Players Championships
Alle Ergebnisse wurden im Legmodus ausgespielt.
| Turnier                 | Sieger             | Finalist         | Ergebnis |
| ----------------------- | ------------------ | ---------------- | -------- |
| Players Championship 1  | Michael van Gerwen | James Wade       | 6:4      |
| Players Championship 2  | Michael van Gerwen | Corey Cadby      | 6:1      |
| Players Championship 3  | Gary Anderson      | Peter Wright     | 6:0      |
| Players Championship 4  | Gary Anderson      | Jeffrey de Zwaan | 6:2      |
| Players Championship 5  | Michael van Gerwen | Chris Dobey      | 6:2      |
| Players Championship 6  | Ian White          | Dave Chisnall    | 6:5      |
| Players Championship 7  | Michael Smith      | Adrian Lewis     | 6:2      |
| Players Championship 8  | Mickey Mansell     | Adrian Lewis     | 6:4      |
| Players Championship 9  | Michael van Gerwen | Scott Taylor     | 6:4      |
| Players Championship 10 | Jeffrey de Zwaan   | Jonny Clayton    | 6:5      |
| Players Championship 11 | Gary Anderson      | Gabriel Clemens  | 6:5      |
| Players Championship 12 | Josh Payne         | Peter Wright     | 6:5      |
| Players Championship 13 | Rob Cross          | Ian White        | 6:4      |
| Players Championship 14 | Peter Wright       | Rob Cross        | 6:4      |
| Players Championship 15 | Mervyn King        | James Wade       | 6:2      |
| Players Championship 16 | Ian White          | Darren Webster   | 6:3      |
| Players Championship 17 | Peter Wright       | Daryl Gurney     | 6:2      |
| Players Championship 18 | Nathan Aspinall    | Ryan Searle      | 6:4      |
| Players Championship 19 | Max Hopp           | Madars Razma     | 6:3      |
| Players Championship 20 | Danny Noppert      | Ian White        | 6:4      |
| Players Championship 21 | Krzysztof Ratajski | Chris Dobey      | 6:2      |
| Players Championship 22 | Krzysztof Ratajski | Adrian Lewis     | 6:4      |

### UK Open Qualifiers
Bei den UK Open Qualifiern wurde ausgespielt, wer sich für die UK Open qualifiziert.
Alle Ergebnisse wurden im Legmodus ausgespielt.
| Turnier             | Sieger             | Finalist          | Ergebnis |
| ------------------- | ------------------ | ----------------- | -------- |
| UK Open Qualifier 1 | Michael van Gerwen | Michael Smith     | 6:3      |
| UK Open Qualifier 2 | Michael van Gerwen | Darren Webster    | 6:3      |
| UK Open Qualifier 3 | Michael Smith      | Zoran Lerchbacher | 6:0      |
| UK Open Qualifier 4 | Gary Anderson      | Jeffrey de Zwaan  | 6:2      |
| UK Open Qualifier 5 | Corey Cadby        | Rob Cross         | 6:4      |
| UK Open Qualifier 6 | Krzysztof Ratajski | Daryl Gurney      | 6:4      |

### Challenge Tour
An der Challenge Tour dürfen alle Spieler teilnehmen, die an der PDC Qualifying School teilgenommen haben, aber keine Tour Card gewinnen konnten.
Alle Ergebnisse wurden im Legmodus ausgespielt.
| Turnier           | Sieger             | Finalist           | Ergebnis |
| ----------------- | ------------------ | ------------------ | -------- |
| Challenge Tour 1  | Diogo Portela      | Michael Barnard    | 5:3      |
| Challenge Tour 2  | Simon Preston      | Jarred Cole        | 5:2      |
| Challenge Tour 3  | Martin Atkins      | Michael Barnard    | 5:4      |
| Challenge Tour 4  | Jason Cullen       | Cameron Menzies    | 5:4      |
| Challenge Tour 5  | John Davey         | Adrian Gray        | 5:0      |
| Challenge Tour 6  | Michael Barnard    | Jason Lowe         | 5:2      |
| Challenge Tour 7  | Dennis Nilsson     | Harry Ward         | 5:2      |
| Challenge Tour 8  | Ted Evetts         | Krzysztof Ratajski | 5:1      |
| Challenge Tour 9  | Cody Harris        | Yordi Meeuwisse    | 5:2      |
| Challenge Tour 10 | Michael Barnard    | Martin Atkins      | 5:1      |
| Challenge Tour 11 | Michael Barnard    | Andy Jenkins       | 5:3      |
| Challenge Tour 12 | Adam Huckvale      | Darren Beveridge   | 5:3      |
| Challenge Tour 13 | Jamie Hughes       | Cody Harris        | 5:2      |
| Challenge Tour 14 | Krzysztof Ratajski | Mick Todd          | 5:2      |
| Challenge Tour 15 | Cameron Menzies    | Mark Frost         | 5:0      |
| Challenge Tour 16 | Lee Budgen         | Michael Barnard    | 5:3      |
| Challenge Tour 17 | David Evans        | Ryan Murray        | 5:2      |
| Challenge Tour 18 | Jonathan Worsley   | Cody Harris        | 5:2      |
| Challenge Tour 19 | Michael Rasztovits | Andy Boulton       | 5:3      |
| Challenge Tour 20 | Ted Evetts         | David Evans        | 5:4      |

### Development Tour
Auf der Development Tour dürfen Spieler zwischen 16 und 23 Jahren teilnehmen.
Alle Ergebnisse wurden im Legmodus ausgespielt.
| Turnier             | Sieger                | Finalist              | Ergebnis |
| ------------------- | --------------------- | --------------------- | -------- |
| Development Tour 1  | Nathan Rafferty       | Dawson Murschell      | 5:3      |
| Development Tour 2  | Wessel Nijman         | Bradley Brooks        | 5:4      |
| Development Tour 3  | Rob Hewson            | Melvin de Fitter      | 5:3      |
| Development Tour 4  | Niels Zonneveld       | Joe Davis             | 5:2      |
| Development Tour 5  | Rowby-John Rodriguez  | George Killington     | 5:0      |
| Development Tour 6  | Kenny Neyens          | Jarred Cole           | 5:2      |
| Development Tour 7  | Luke Humphries        | Niels Zonneveld       | 5:2      |
| Development Tour 8  | Ted Evetts            | Geert Nentjes         | 5:2      |
| Development Tour 9  | Martin Schindler      | Dimitri Van den Bergh | 5:0      |
| Development Tour 10 | Martin Schindler      | George Gardner        | 5:1      |
| Development Tour 11 | Ryan Meikle           | Rowby-John Rodriguez  | 5:3      |
| Development Tour 12 | Ted Evetts            | Dimitri Van den Bergh | 5:2      |
| Development Tour 13 | Luke Humphries        | Justin van Tergouw    | 5:4      |
| Development Tour 14 | George Killington     | Christian Bunse       | 5:3      |
| Development Tour 15 | Dimitri Van den Bergh | Lee Budgen            | 5:3      |
| Development Tour 16 | Jarred Cole           | Christian Bunse       | 5:1      |
| Development Tour 17 | Luke Humphries        | Bradley Brooks        | 5:1      |
| Development Tour 18 | Berry van Peer        | Geert Nentjes         | 5:4      |
| Development Tour 19 | Dimitri Van den Bergh | Geert Nentjes         | 5:3      |
| Development Tour 20 | Ted Evetts            | Christian Bunse       | 5:4      |

### Qualifikationen zur Weltmeisterschaft
Um die Internationalität des Wettbewerbs und Spieler aus Länder mit weniger Dartskultur und Frauen zu fördern, werden diversen Qualifikationsturniere für die World Darts Championship ausgetragen.
Alle Ergebnisse wurden im Legmodus ausgespielt.
| Turnier                                | Sieger                   | Zweitplatzierter | Drittplatzierter | Viertplatzierter |
| -------------------------------------- | ------------------------ | ---------------- | ---------------- | ---------------- |
| Nordamerikanische Meisterschaft        | Jeff Smith               |                  |                  |                  |
| Australische Tour                      | Raymond Smith            |                  |                  |                  |
| Japanischer Qualifier                  | Seigo Asada              |                  |                  |                  |
| Nordische- & Baltische Tour            | Darius Labanauskas       | Daniel Larsson   |                  |                  |
| China Premier League                   | Liu Yuanjun              |                  |                  |                  |
| Bester Kanadier (CDC Pro Tour)         | Jim Long                 |                  |                  |                  |
| Bester US-Amerikaner (CDC Pro Tour)    | Chuck Puleo              |                  |                  |                  |
| Asiatische Tour                        | Lourence Ilagan          | Royden Lam       | Noel Malicdem    | Paul Lim         |
| Afrikanischer Qualifier                | Devon Petersen           |                  |                  |                  |
| Eurasischer Qualifier                  | Boris Kolzow             |                  |                  |                  |
| Zentral- & Südamerikanischer Qualifier | Diogo Portela            |                  |                  |                  |
| Neuseeländischer Qualifier             | Tahuna Irwin**           | Craig Ross       |                  |                  |
| Ozeanische Meisterschaft               | James Bailey             |                  |                  |                  |
| Indischer Qualifier                    | Nitin Kumar              |                  |                  |                  |
| Damen-Qualifer UK und Irland           | Lisa Ashton              |                  |                  |                  |
| Damen-Qualifier Rest der Welt          | Anastassija Dobromyslowa |                  |                  |                  |
| PDC Europe Super League                | Robert Marijanović       |                  |                  |                  |
| Tom Kirby Memorial Irish Matchplay     | Kevin Burness            |                  |                  |                  |
| Südwesteuropäischer Qualifier          | José de Sousa            |                  |                  |                  |
| Osteuropäischer Qualifier              | Karel Sedláček           |                  |                  |                  |
| Westeuropäischer Qualifier             | Yordi Meeuwisse          |                  |                  |                  |
| Südosteuropäischer Qualifier           | Rowby-John Rodriguez     |                  |                  |                  |
| PDC-Jugendweltmeisterschaft            | Dimitri Van den Bergh*   |                  |                  |                  |
| Tour Card Holder Qualifier             | Aden Kirk                | Stephen Burton   | Adam Hunt        |                  |

* Dimitri Van den Bergh hatte sich bereits über die Pro Tour Order of Merit qualifiziert. Ein weiterer Startplatz ging damit an den Tour Card Holder Qualifier.
** Nachdem Tahuna Irwin die Teilnahme abgesagt hatte, rückte der unterlegene Finalist Craig Ross nach.

## Statistiken

### Sieger und Finalisten nach Nationalität
Die Qualifikationsturniere zur Weltmeisterschaft sind hier nicht eingerechnet. Die Anzahl der Finale stehen in Klammern.
| Turnierart           | AUS   | BEL   | BRA   | GER   | ENG     | IRL   | CAN   | LVA   | NZL   | NED   | NIR   | AUT   | POL   | SCO   | SWE   | WAL   |
| -------------------- | ----- | ----- | ----- | ----- | ------- | ----- | ----- | ----- | ----- | ----- | ----- | ----- | ----- | ----- | ----- | ----- |
| Majorturnier         | 0 (2) | 0     | 0     | 0     | 3 (6)   | 0     | 0     | 0     | 0     | 4 (6) | 1 (1) | 0 (1) | 0     | 3 (7) | 0     | 1 (1) |
| World Series         | 0     | 0 (1) | 0     | 0     | 2 (5)   | 0     | 0     | 0     | 0     | 1 (3) | 0     | 1 (1) | 0     | 2 (2) | 0     | 0     |
| European Tour        | 0 (2) | 0     | 0     | 1 (1) | 1 (7)   | 0 (2) | 0     | 0     | 0     | 8 (8) | 0     | 1 (1) | 0     | 0 (2) | 0     | 2 (3) |
| Players Championship | 0 (1) | 0     | 0     | 1 (2) | 6 (20)  | 0     | 0     | 0 (1) | 0     | 6 (7) | 1 (2) | 0     | 2 (2) | 5 (7) | 0     | 0 (1) |
| UK Open Qualifiers   | 1 (1) | 0     | 0     | 0     | 1 (4)   | 0     | 0     | 0     | 0     | 2 (3) | 0 (1) | 0 (1) | 1 (1) | 1 (1) | 0     | 0     |
| Challenge Tour       | 0     | 0     | 1 (1) | 0     | 11 (23) | 1 (1) | 0     | 0     | 1 (3) | 0 (1) | 0     | 1 (1) | 1 (2) | 1 (5) | 1 (1) | 2 (2) |
| Development Tour     | 0     | 2 (5) | 0     | 2 (5) | 10 (17) | 0     | 0 (1) | 0     | 0     | 4 (9) | 1 (1) | 1 (2) | 0     | 0     | 0     | 0     |

### Errungenschaften

#### Persönliche Errungenschaften
- Erster Weltmeistertitel: Rob Cross
- Erstes Weltmeisterschaftsfinale: Rob Cross
- Triple Crown vollendet: Gary Anderson
- Erster Majortitel: Rob Cross, Gerwyn Price
- Erstes Majorfinale: Corey Cadby, Michael Smith, Gerwyn Price
- Erster World Series-Titel: Michael Smith, Mensur Suljović,  Rob Cross
- Erstes World Series-Finale: Rob Cross, Michael Smith, Mensur Suljović, Dimitri Van den Bergh
- Erster European Tour-Titel: Max Hopp, Jonny Clayton, Ian White, Gerwyn Price
- Erstes European Tour-Finale: Max Hopp, Jonny Clayton, Gerwyn Price, Steve Lennon, William O’Connor, James Wilson, Ricky Evans
- Erster Players Championship/UK Open Qualifier-Titel: Mickey Mansell, Jeffrey de Zwaan, Max Hopp, Krzysztof Ratajski
- Erstes Players Championship/UK Open Qualifier-Finale: Corey Cadby, Jeffrey de Zwaan, Mickey Mansell, Scott Taylor, Jonny Clayton, Gabriel Clemens, Ryan Searle, Madars Razma

#### Nationale Errungenschaften
- Erster Weltmeisterschaftsqualifikant:  Litauen
- Erster PDC-Majorsieger:  Wales
- Erster World Series-Sieger:  Österreich
- Erster World Series-Finalist:  Österreich,  Belgien
- Erster European Tour-Sieger:  Deutschland
- Erster European Tour-Finalist:  Deutschland,  Irland
- Erster Challenge Tour-Sieger:  Brasilien,  Irland,  Schweden,  Neuseeland,  Polen,  Schottland,  Österreich
- Erster Challenge Tour-Finalist:  Brasilien,  Irland,  Schweden,  Neuseeland,  Österreich
- Erster Development Tour-Sieger:  Nordirland
- Erster Development Tour-Finalist:  Nordirland

### Majorturniere
| Spieler               | Siege | Finalniederlagen |
| --------------------- | ----- | ---------------- |
| Michael van Gerwen    | 4     | 1                |
| Gary Anderson         | 3     | 2                |
| James Wade            | 2     | 0                |
| Raymond van Barneveld | 1     | 1                |
| Rob Cross             | 1     | 0                |
| Daryl Gurney          | 1     | 0                |
| Gerwyn Price          | 1     | 0                |
| Peter Wright          | 0     | 3                |
| Michael Smith         | 0     | 2                |
| Corey Cadby           | 0     | 1                |
| Mensur Suljović       | 0     | 1                |
| Phil Taylor           | 0     | 1                |
| Simon Whitlock        | 0     | 1                |

### World Series
| Spieler               | Siege | Finalniederlagen |
| --------------------- | ----- | ---------------- |
| Michael Smith         | 1     | 2                |
| Rob Cross             | 1     | 1                |
| Michael van Gerwen    | 1     | 1                |
| Gary Anderson         | 1     | 0                |
| Mensur Suljović       | 1     | 0                |
| Peter Wright          | 1     | 0                |
| Raymond van Barneveld | 0     | 1                |
| Dimitri Van den Bergh | 0     | 1                |

### European Tour
| Spieler            | Siege | Finalniederlagen |
| ------------------ | ----- | ---------------- |
| Michael van Gerwen | 8     | 0                |
| Gerwyn Price       | 1     | 1                |
| Jonny Clayton      | 1     | 0                |
| Max Hopp           | 1     | 0                |
| Mensur Suljović    | 1     | 0                |
| Ian White          | 1     | 0                |
| James Wade         | 0     | 2                |
| Simon Whitlock     | 0     | 2                |
| Peter Wright       | 0     | 2                |
| William O’Connor   | 0     | 1                |
| Ricky Evans        | 0     | 1                |
| Steve Lennon       | 0     | 1                |
| Adrian Lewis       | 0     | 1                |
| Michael Smith      | 0     | 1                |
| James Wilson       | 0     | 1                |

### Players Championship
| Spieler            | Siege | Finalniederlagen |
| ------------------ | ----- | ---------------- |
| Michael van Gerwen | 4     | 0                |
| Gary Anderson      | 3     | 0                |
| Peter Wright       | 2     | 2                |
| Krzysztof Ratajski | 2     | 0                |
| Ian White          | 1     | 2                |
| Rob Cross          | 1     | 1                |
| Jeffrey de Zwaan   | 1     | 1                |
| Nathan Aspinall    | 1     | 0                |
| Max Hopp           | 1     | 0                |
| Mervyn King        | 1     | 0                |
| Mickey Mansell     | 1     | 0                |
| Danny Noppert      | 1     | 0                |
| Josh Payne         | 1     | 0                |
| Michael Smith      | 1     | 0                |
| Adrian Lewis       | 0     | 3                |
| Chris Dobey        | 0     | 2                |
| James Wade         | 0     | 2                |
| Corey Cadby        | 0     | 1                |
| Dave Chisnall      | 0     | 1                |
| Jonny Clayton      | 0     | 1                |
| Gabriel Clemens    | 0     | 1                |
| Daryl Gurney       | 0     | 1                |
| Madars Razma       | 0     | 1                |
| Ryan Searle        | 0     | 1                |
| Scott Taylor       | 0     | 1                |
| Darren Webster     | 0     | 1                |

### UK Open Qualifiers
| Spieler            | Siege | Finalniederlagen |
| ------------------ | ----- | ---------------- |
| Michael van Gerwen | 2     | 0                |
| Michael Smith      | 1     | 1                |
| Gary Anderson      | 1     | 0                |
| Corey Cadby        | 1     | 0                |
| Krzysztof Ratajski | 1     | 0                |
| Rob Cross          | 0     | 1                |
| Daryl Gurney       | 0     | 1                |
| Zoran Lerchbacher  | 0     | 1                |
| Darren Webster     | 0     | 1                |
| Jeffrey de Zwaan   | 0     | 1                |

### Challenge Tour
| Spieler            | Siege | Finalniederlagen |
| ------------------ | ----- | ---------------- |
| Michael Barnard    | 3     | 3                |
| Ted Evetts         | 2     | 0                |
| Cody Harris        | 1     | 2                |
| Martin Atkins      | 1     | 1                |
| David Evans        | 1     | 1                |
| Cameron Menzies    | 1     | 1                |
| Krzysztof Ratajski | 1     | 1                |
| Lee Budgen         | 1     | 0                |
| Jason Cullen       | 1     | 0                |
| John Davey         | 1     | 0                |
| Adam Huckvale      | 1     | 0                |
| Jamie Hughes       | 1     | 0                |
| Dennis Nilsson     | 1     | 0                |
| Diogo Portela      | 1     | 0                |
| Simon Preston      | 1     | 0                |
| Michael Rasztovits | 1     | 0                |
| Jonathan Worsley   | 1     | 0                |
| Darren Beveridge   | 0     | 1                |
| Andy Boulton       | 0     | 1                |
| Jarred Cole        | 0     | 1                |
| Mark Frost         | 0     | 1                |
| Adrian Gray        | 0     | 1                |
| Andy Jenkins       | 0     | 1                |
| Jason Lowe         | 0     | 1                |
| Yordi Meeuwisse    | 0     | 1                |
| Ryan Murray        | 0     | 1                |
| Mick Todd          | 0     | 1                |
| Harry Ward         | 0     | 1                |

### Development Tour
| Spieler               | Siege | Finalniederlagen |
| --------------------- | ----- | ---------------- |
| Ted Evetts            | 3     | 0                |
| Luke Humphries        | 3     | 0                |
| Dimitri Van den Bergh | 2     | 2                |
| Martin Schindler      | 2     | 0                |
| Jarred Cole           | 1     | 1                |
| George Killington     | 1     | 1                |
| Rowby-John Rodriguez  | 1     | 1                |
| Niels Zonneveld       | 1     | 1                |
| Rob Hewson            | 1     | 0                |
| Ryan Meikle           | 1     | 0                |
| Kenny Neyens          | 1     | 0                |
| Wessel Nijman         | 1     | 0                |
| Berry van Peer        | 1     | 0                |
| Nathan Rafferty       | 1     | 0                |
| Christian Bunse       | 0     | 3                |
| Geert Nentjes         | 0     | 3                |
| Bradley Brooks        | 0     | 2                |
| Lee Budgen            | 0     | 1                |
| Joe Davis             | 0     | 1                |
| Melvin de Fitter      | 0     | 1                |
| George Gardner        | 0     | 1                |
| Dawson Murschell      | 0     | 1                |
| Justin van Tergouw    | 0     | 1                |